# Jürgen Barthelmes

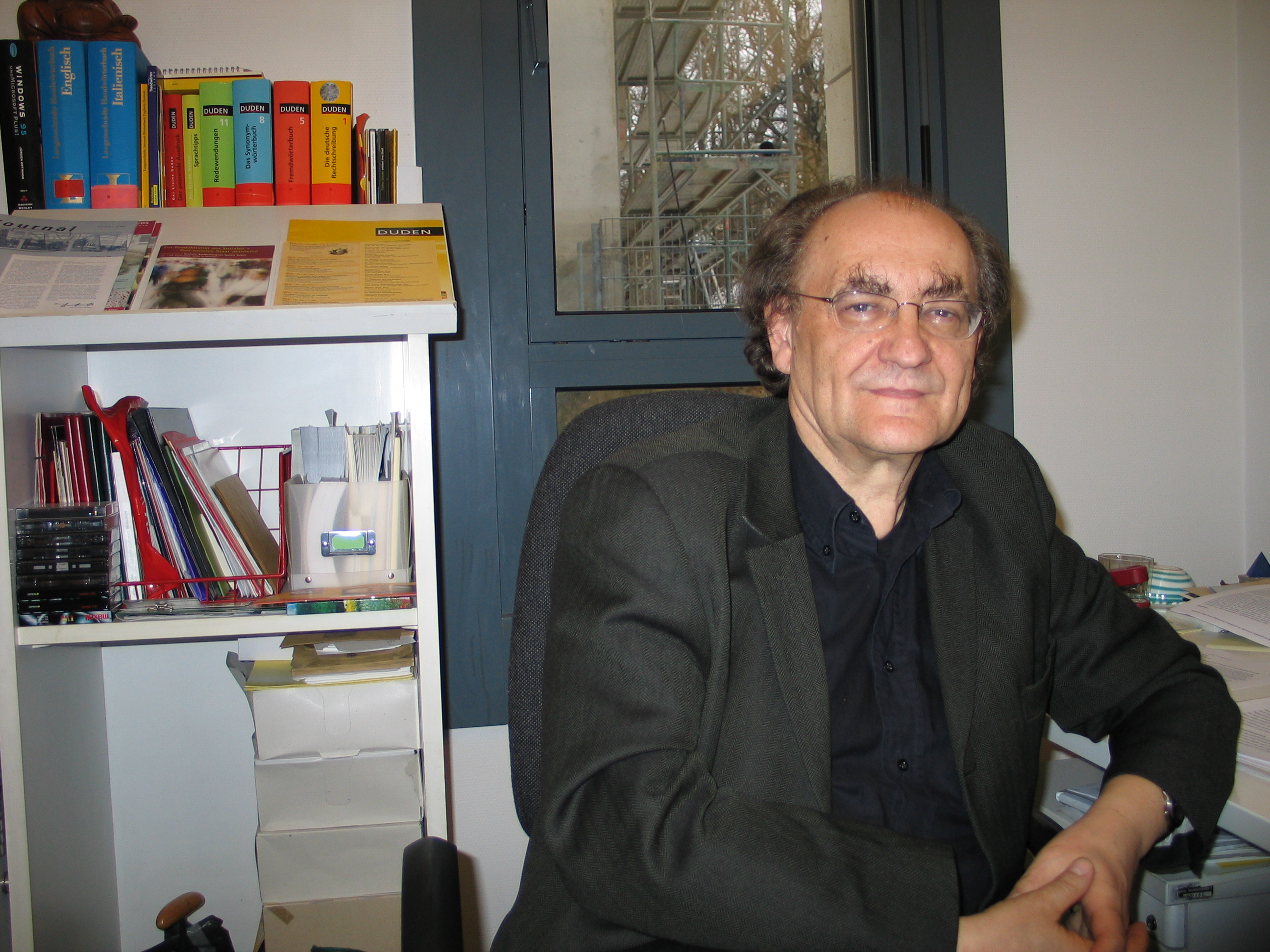
Jürgen Barthelmes in seinem Büro im Deutschen Jugendinstitut

Jürgen Barthelmes (* 2. Juni 1944 in Jettingen-Scheppach) ist Wissenschaftler und Schriftsteller. Sein Vater Heinrich Barthelmes war Komponist, sein Bruder Raimund Barthelmes Filmeditor. Von 1976 bis 2009 war er als wissenschaftlicher Mitarbeiter beim Deutschen Jugendinstitut (DJI) in München beschäftigt.

## Wissenschaftliche Arbeit
Als Schüler des Gymnasiums der Benediktinerabtei Münsterschwarzach ließ er sich von seinem Mentor Willigis Jäger inspirieren. Nach dem Abitur am Neuen Gymnasium (heute: Franz-Ludwig-Gymnasium) in Bamberg widmete Jürgen Barthelmes sich der Bildhauerei sowie Restaurierungsarbeiten. Eine Tumorerkrankung zwang ihn, dieses Handwerk aufzugeben. 1976 schloss er sein Studium der Politologie, Publizistik, Philosophie, Japanologie an der Ludwigs-Maximilians-Universität in München ab. 
Sein Studium schloss er als Stipendiat der Studienstiftung des Deutschen Volkes mit einer Dissertation zum Dr. phil. ab (Inge-Lore Kluge, Wolfgang Schamoni, Fumi Sakaguchi) zum Thema: Die Geschichte der bürgerlichen Kinder- und Jugendliteratur im Japan des 19. Jahrhunderts, inklusive der Übersetzung des Jugendromans Koganemaru („Goldjunker“) von Iwaya Sazanami. Mit der Modernisierung Japans in der Meiji-Zeit bekamen die Kinder und Jugendlichen einen eigenständigen Stellenwert als Mitglieder der Gesellschaft und somit auch beginnende sowie zunehmende Aufmerksamkeit bezüglich Bildung und Kultur. 
Als wissenschaftlicher Mitarbeiter im Deutschen Jugendinstitut lag der Schwerpunkt seinerempirischen Forschung auf den Gebieten der Kindheitsforschung, Jugendforschung, Medienforschung, Medienpädagogik und Jugendkulturen. In diesem Zusammenhang macht er sich zum Fürsprecher der Neuen Medien. 
Aus eigener Erfahrung im Umgang mit Medien während seiner Internatszeit wusste er, dass auch ein Fernseher kein „Teufelswerk“ sein kann (wie es von Kulturpessimisten in der pädagogischen Szene betrachtet wurde), sondern dass Medien klug eingesetzt ein enormes Bildungspotenzial haben können. Gegen den Mainstream setzte er sich dafür ein, dass der von der pädagogischen Fachwelt eher verpönte Fernseher sowie entsprechende Spielfilme auch im Kinderzimmer und im Kindergarten ihren Platz finden sollten. 
Von 2005 bis 2009 war er verantwortlicher Redakteur des DJI Bulletin (ab 2008 DJI Impulse). 
Er war Mitglied der Arbeitsgruppe zur Kommission des Elften und Zwölften Kinder- und Jugendberichtes der Bundesregierung.

## Literarisches Werk
Mit Eintritt in den Ruhestand begann er mit seinem belletristischen Werk. 

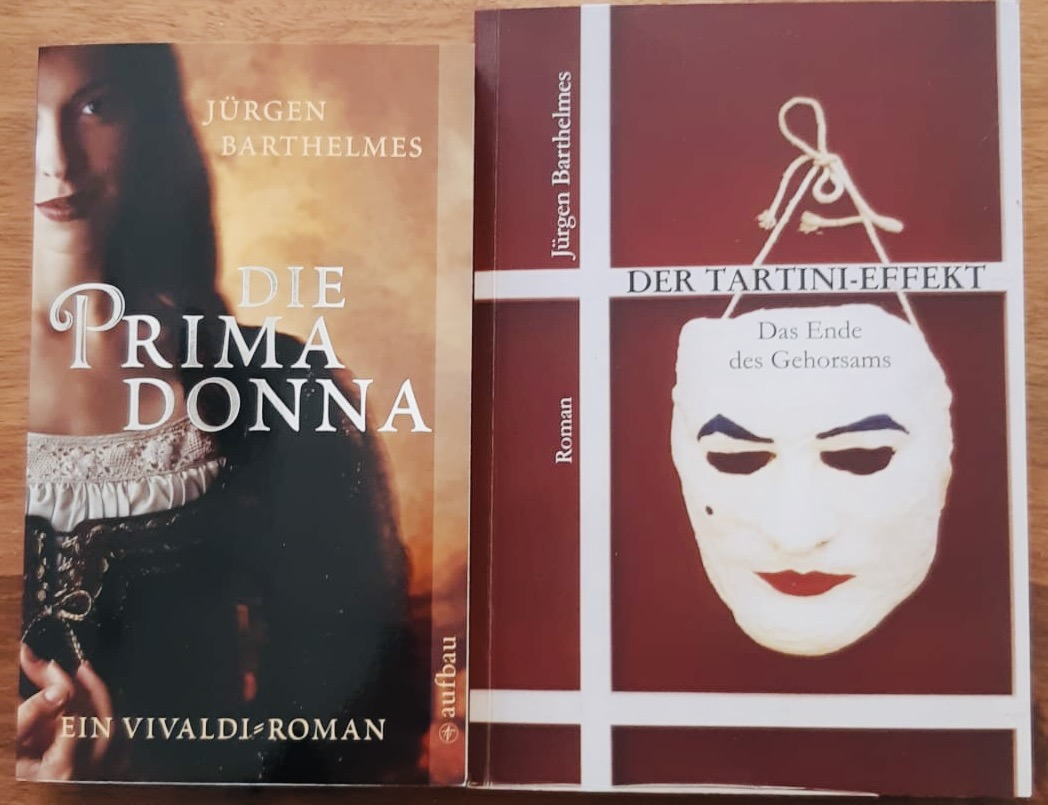
Titelseiten der beiden Romane "Die Primadonna" und "Der Tartini-Effekt"

- 2009: Vivaldi-Roman „Die Primadonna“ (Aufbau Verlag).  Antonio Vivaldi, der „Rote Priester aus Venedig“, war Priester und Impresario des Opernhauses Sant´Angelo in Venedig und Komponist von über 60 Opern. Die Primadonna dieses Theaters war Anna Giró.
- 2018: „Der Tartini-Effekt. Das Ende des Gehorsams“ (Literarion). Silvio Meynhausen, der vor seiner Rente als Katastrophenhelfer in den Flüchtlingscamps von Nordafrika tätig war, macht sich auf den Weg zum Grab seiner Eltern in der italienischen Provinz, um mehr über seinen verstorbenen Vater zu erfahren und seinen inneren Frieden mit seiner in faschistischem Gedankengut verhafteten Mutter zu schließen. Auf seiner Reise begegnet er mehreren Frauen und wird zum Gegenstand einer folgenschweren Verwechslung, durch die er in die Rolle des berühmten Filmstars Mauro Tartini schlüpft. Die Themen Hass und Liebe, Rache und Vergebung sind seine ständigen Reisebegleiter. Der „Tartini-Effekt“ besagt, dass beim Ertönen eines Tones auf einem Instrument immer auch Kombinationstöne mitklingen und mitschwingen. Diese Entdeckung wird dem venezianischen Musiker Giuseppe Tartini (1692–1770) zugesprochen.

## Veröffentlichungen
- 1983: Medienpädagogische Materialien. Band 1: Kind und Fernsehen Band 2: Wie wird Fernsehen gemacht? Band 3: Pädagogische Arbeit mit Filmen und Fernsehsendungen Band 4: Medien für und über Ausländer(Jürgen Barthelmes / Irene Herzberg / Ursula Nissen) Bardtenschlager Verlag
- 1987: Kindliche Weltbilder. Eine Literaturanalyse zur Mediensozialisation (Jürgen Barthelmes) Verlag Deutsches Jugendinstitut
- 1988: Erregung, Lust, Langeweile und der Geschmack des Zitronenbonbons auf der Zunge. Thesen zum Kinderkino (Jürgen Barthelmes) Heyne Filmbibliothek
- 1990: Familie und Medien. Forschungsergebnisse und kommentierte Auswahlbibliographie (Jürgen Barthelmes / Ekkehard Sander) Verlag Deutsches Jugendinstitut
- 1991: Medienerfahrungen von Kindern im Kindergarten. Spiele – Gespräche – Soziale Beziehungen (Jürgen Barthelmes / Christel Feil / Maria Furtner-Kallmünzer) Verlag Deutsches Jugendinstitut
- 1997: Medien in Familie und Peer-group. Vom Nutzen der Medien für 13- und 14-Jährige (Jürgen Barthelmes / Ekkehard Sander) Verlag Deutsches Jugendinstitut
- 1999: Fernsehen und Computern in der Familie. Für einen kreativen Umgang mit Medien (Jürgen Barthelmes) Verlag Kösel München
- 2001: Erst die Freunde, dann die Medien. Medien als Begleiter in Pubertät und Adoleszenz (Jürgen Barthelmes / Ekkehard Sander) Verlag Deutsches Jugendinstitut
- 2003: Was machen Kinder und Jugendliche nur mit Medien….Über das Staunen, Kopfschütteln und Bilderverbieten Kind, Jugend und Gesellschaft, H. 3/2003
- 2010: (Tiefen)Psychologische Deutungen von Märchen In: Bundesverband Jugend und Film e.V. (Hrsg.): Durchblick. Begleitmaterial der DVD-Reihe zu den Märchenverfilmungen der ARD (DVD/CD-ROM). Frankfurt am Main 2010/2011